# Історичний роман
Істори́чний рома́н  — роман, побудований на історичному сюжеті, який відтворює у художній формі якусь епоху, певний період історії. В історичному романі історична правда поєднується з художньою правдою, історичний факт — з художнім вимислом, справжні історичні особи — з особами вигаданими, вимисел уміщений в межі зображуваної епохи.

## Історія жанру
Історичний роман започаткували твори про Александра Македонського, Троянську війну з 1 ст. н. е., а також французькі псевдоісторичні романи 17 ст. У них історія була лише тлом для змалювання незвичайних пригод персонажів, а історичні факти нерідко підмінювалися фантастикою (звідси назва «псевдоісторичний роман»).
Перший справжній історичний роман створив Вальтер Скотт («Веверлі», «Роб Рой», «Айвенго», «Квентін Довард»), котрий зумів поєднати історичний факт з художнім вимислом, користуючись при цьому як романтичними, так і реалістичними способами зображення. Цей тип дістав назву «вальтерскоттівський», справив великий вплив на розвиток історичного роману в європейських літературах.
В епоху романтизму історичний роман став одним із найпоширеніших літературних жанрів, що було викликано глибоким зацікавленням історіософією. Для реалістичного історичного роману 19-20 ст. вірність історичній правді не виключає звернення до злободенних проблем сучасності. Через те історичний роман нерідко виконує певне ідеологічне призначення. Іноді історична епоха — лише тло для змалювання актуальних подій. Для сучасного історичного роману характерне зближення з іншими різновидами роману — пригодницьким, психологічним та ін. Його мова, як правило, певною мірою архаїзована.

## Історичний роман в українській літературі
В українській літературі зразками історичного роману вважаються «Чорна рада» П. Куліша, «Сагайдачний», «Корнієнко» А. Чайковського, «Упирі» Ю. Опільського, «Людолови» Зінаїди Тулуб, «Гомоніла Україна» Петра Панча, «Євпраксія», «Диво», «Роксолана», Павла Загребельного, «Святослав», «Володимир» Семена Скляренка, «Предтеча», «Під вічним небом» Василя Шевчука, «На полі смиренному» Валерія Шевчука, «Мальви», «Орда» Романа Іваничука, «Гнів Перуна», «Золоті стремена» Раїси Іванченко, «Яса» Юрія Мушкетика, «Меч Арея», «Похорон богів» Івана Білика та ін.

## Українські видання іноземних історичних романів
- Оноре де Бальзак. Шуани, або Бретань 1799 року. Батько Горіо. — Київ: «Вища школа», 1982. — 536 с.
- Чарлз Діккенс. Повість про двоє міст / Пер. М. Сагард. — Харків—Київ: «Література і мистецтво», 1930. — 248 с.
- Олександр Дюма. Три мушкетери / Пер. Р. Терещенко. — Київ: «Веселка», 1982. — 614 с.
- Шарль де Костер. Легенда про Уленшпігеля / Пер. С. Сакидон. — Київ: Дніпро, 1974. — 506 с.
- Джузеппе Томазі ді Лампедуза. Гепард / Пер. М. Мещеряк. — Київ: «Художня література», 1961. — 182 с.
- Алессандро Мандзоні. Заручені / Пер. П. Соколовський. — Київ: «Дніпро», 1985. — 606 с.
- Маргарет Мітчелл. Звіяні вітром. 2 кн. / Пер. Р. Доценко. — Київ: «Дніпро», 1992. — 542 с., 559 с.
- Йозеф Рот. Марш Радецького / Пер. Є. Горева. — Київ: «Юніверс», 2000. — 352 с.
- Вальтер Скотт. Айвенго / Пер. А. Волкович. — Харків: МОСТ—Торнадо, 2003. — 383 с.
- Лев Толстой. Війна і мир. 4 тт. у 2 кн. Кн. 1 / Пер. О. Кундзич. — Київ: «Дніпро», 1952. — 602 с.; Кн. 2 / Пер. О. Кундзич. — Київ: «Дніпро», 1958. — 603 с.
- Гюстав Флобер. Саламбо / Пер. Д. Паламарчук // Гюстав Флобер. Твори. Том 1. — Київ: «Дніпро», 1987. — 587 с.
- Анатоль Франс. Боги прагнуть / Пер. В. Підмогильний. — Харків—Київ: «Література і мистецтво», 1932.